# Lincoln Almond

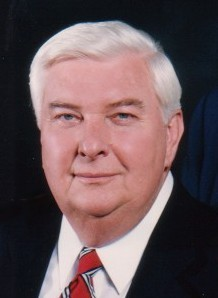
Lincoln Almond

Lincoln Carter Almond (* 16. Juni 1936 in Central Falls, Rhode Island; † 2. Januar 2023) war ein US-amerikanischer Politiker (Republikanische Partei). Er war von 1995 bis 2003 Gouverneur des Bundesstaates Rhode Island.

## Frühe Jahre und politischer Aufstieg
Almond besuchte die Central Falls High School und dann bis 1959 die University of Rhode Island. Danach studierte er bis 1961 an der School of Law der Boston University Jura. Er wurde auch Mitglied der Reserve der US Navy. Zwischen 1963 und 1969 war er in der Stadt Lincoln Ratsschreiber (Town Administrator). Von 1969 bis 1978 sowie nochmals von 1981 bis 1993 fungierte er als Bundesstaatsanwalt für den Distrikt von Rhode Island. Im Jahr 1968 kandidierte er erfolglos für einen Sitz im Kongress. Genauso erfolglos blieb seine Kandidatur für das Amt des Gouverneurs im Jahr 1978, als er dem Demokraten John Garrahy unterlag. Almond war auch President der Blackstone Valley Development Foundation, einer nicht am Profit orientierten Gesellschaft zur Landerschließung.

## Gouverneur von Rhode Island
Im Jahr 1994 wurde Lincoln Almond zum Gouverneur seines Staates gewählt. Er trat sein Amt am 3. Januar 1995 an und konnte es bis zum 7. Januar 2003 ausüben. In dieser Zeit trat eine Reform der Staatsverfassung in Kraft, nach der die Amtszeiten des Gouverneurs von zwei auf vier Jahre verlängert wurden. Almond konnte als erster Gouverneur davon profitieren. Eine seiner ersten Amtshandlungen war die Privatisierung des Ministeriums für wirtschaftliche Entwicklung zu der Economic Development Corporation. Der Gouverneur setzte sich auch für die Erhaltung des offenen Landes und des Gewässerschutzes ein. Auch das Straßennetz wurde ausgebaut und mehr Geld in die Bildung investiert. Trotz seiner umweltfreundlichen Ansichten weigerte er sich im Jahr 2001 den Notstand auszurufen, als das Trinkwasser der Ortschaft Pascoag verseucht wurde. Lincoln Almond war mit Marilyn A. Johnson verheiratet. Er hatte zwei Kinder.